# Цапперт, Георг
Георг (Дьордь) Цапперт (нем. Georg Zappert, венг.  György Zappert; 7 декабря 1806, Старая Буда (ныне Будапешт) — 23 ноября 1859, Вена) — австро-венгерский археолог, историк литературы и медиевист. Член-корреспондент австрийской Императорской Академии наук (с 28 июля 1851).

## Биография
Сын богатых евреев. Обучался в гимназии в Пеште и Венском университете.
Сперва изучал медицину. После отказа от иудаизма и принятия католической веры в 1829 году, стал обучаться теологии. Однако, в связи с тяжёлой болезнью и развившейся глухотой, отказаться от этого учёбы в университете. Жил уединённо в Вене, посвятив себя тому, что стало трудом всей его жизни — изучению средневековья, исследуя прошлое, в частности, средневековых государств.
В 1851 году был избран членом-корреспондентом Императорской Академии наук.
Умер в возрасте 53 года, предсказав с точностью до минуты время своей смерти за три дня до кончины. Подобные случаи предсказаний смерти уже случались с несколькими членами его семьи.

## Избранные сочинения
- Gravure de bois du XII siècle. — Wien, 1837 ff.
- Vita Beati Petri Acotanti. — Wien, 1839.
- Über Antiquitätenfunde im Mittelalter. // Sitzungsberichte der Akademie der Wissenschaften in Wien, Philosophisch-Historische Klasse 1850. — S. 753—799.
- Über sogenannte Verbrüderungsbücher in Nekrologien im Mittelalter. // Sitzungsberichte der Kaiserlichen Akademie der Wissenschaften 10, 12, 1853. — S. 417—463; 11, 1, 1854. — S. 5—43.
- Epiphania. Ein Beitrag zur Christlichen Kunstarchäologie. // Sitzungsberichte der Akademie der Wissenschaften in Wien, Philosophisch-Historische Klasse 1856. — S. 291—372.
- Über Badewesen in mittelalterlicher und späterer Zeit. // Archiv für österreichische Geschichte 1859. — S. 3—166.
- Über ein für den Jugendunterricht des Kaisers Max I. abgefasstes Lateinisches Gesprächsbüchlein. // Sitzungsberichte der Akademie der Wissenschaften in Wien, Philosophisch-Historische Klasse 28, 2, 1858. — S. 193—280.
- Über ein althochdeutsches Schlummerlied. — Wien, 1859.